# واسیل دراگولوف
واسیل دراگولوف (بلغاری: Васил Драголов؛ زادهٔ ۱۷ مارس ۱۹۶۲) بازیکن فوتبال اهل بلغارستان بود.
از باشگاه‌هایی که در آن بازی کرده‌است می‌توان به باشگاه فوتبال لاریسا، باشگاه فوتبال یونیکوس، باشگاه فوتبال لفسکی صوفیه، و باشگاه فوتبال هبار پازارجیک اشاره کرد.
وی همچنین در تیم ملی فوتبال بلغارستان بازی کرده‌است.